# YMCA阿南国際海洋センター
YMCA阿南国際センター（YMCAあなんこくさいかいようセンター）は、公益財団法人大阪YMCAが経営する海洋型キャンプ場。

## 概要
1968年、日本で初めての海洋型キャンプ場として徳島県阿南市に開設された。ヨット・カッター・カヌー・カヤック・ボードセーリングなどの経験ができる。2018年で50周年をむかえた。朝礼ではラジオ体操のほか、船乗りの夢を合唱する。

## 無人島
無人島の野々島を所有している。周囲約4km、センターの約800m沖に位置する。
1999年10月11日、この豊かな島を21世紀の子ども達へ受け継いでいくべく「21世紀青少年の島」として当センターのリーダー、OB・OGを中心に募金活動が展開され、YMCAに献島された。四国の東、室戸・阿南海岸国定公園区域内に位置する。名前の由来は阿波水軍の出城として機能していた時代、通信手段としてのこの島に狼煙（のろし）場が建造され、「ノロシの島」と呼ばれていたものが、現在の「野々島」に変化したといわれている。 昭和40年頃には民宿を営んでいた農家があったが、その後は無人島となっている。